# Kizzy
Kizzy, nacida como Kizzy Yuanda Constance Getrouw en Róterdam (Países Bajos) el 14 de marzo de 1979 es una actriz, cantautora, poeta y presentadora holandesa. Siendo ya conocida en las Antillas Neerlandesas por su trabajo como actriz de teatro, cantante y sus programas de televisión, Kizzy ganó popularidad a nivel internacional por su actuación como presentadora de XY TV en los Estados Unidos. Es también presentadora de programas infantiles en OPEN Rotterdam.

## Su infancia
Kizzy vivió los primeros cinco años en Países Bajos, aprendiendo neerlandés como lengua materna, pero se crio en Curazao.
Su padre es de Surinam, un país del norte de Sudamérica y su madre es de San Eustaquio.
Inspirados por la película "Roots", la llamaron Kizzy. 
Kizzy comenzó su carrera como actriz y cantante a muy temprana edad, y tomar lecciones de ballet a los tres años.
Desde joven, Kizzy comenzó a escribir y presentar sus propias canciones participando en concursos caribeños.
Durante este tiempo, Kizzy recibió diversas premios como actriz y cantante.

## Biografía
Luego, a los 17, interpretó Song to Life defendiendo a Curazao en el prestigioso concurso del Festival Internacional de la Canción del Caribe (Caribbean Song Festival) en 1996.
Su mayor éxito musical vino de la mano del disco , "Lamu Lamu" con temas como "Work as One " y "Pia di Galina".
En 1998 fue presentadora de Wie is er Nieuwsgierig?
Al año siguiente, Kizzy comenzó sus estudios formales de música en la Conservatorio Berklee College of Music en Boston. Tomaba clases de baile en el colegio The Boston Conservatory, y clases de actuación en Emerson College.
Antes de finalizar sus estudios en Berklee en 2003, Kizzy apareció en un episodio de VH1 y obtuvo un papel en Sound Affects.
Kizzy empezó a trabajar en canal musical XY TV y presentó el programa The VIP.
Kizzy en 2007 se hizo cargo de un nuevo programa de CN8.
La revista Americana Improper Bostonian la situó un lugar del Top 10 de las mujeres más guapas de Boston.

## Discografía
- Lamu Lamu (1997)
- Unspoken Rhyme (2012)
- Have Yourself A merry Little Christmas (2013)

## Trayectoria
- Wie is er Nieuwsgierig? - presentadora (1997-1998)
- Sound Affects - actriz (2002-2004)
- The VIP - presentadora (2005-2006)
- The Gossip Swap - presentadora (2006)
- CN8 - presentadora (2007-2008)
- OPEN Boek - presentadora (2017-2018)